# De re coquinaria
Il De re coquinaria è una raccolta di ricette di cucina romana antica.

## Autore e datazione
Benché attribuita al noto buongustaio del I secolo Marco Gavio Apicio, in realtà l'opera nella sua forma attuale si presenta molto più tarda, forse del V secolo, come attestato soprattutto dalla lingua latina utilizzata (più vicina al latino volgare che al latino classico).
D'altro canto non mancano le ricette contenenti il silfio, pianta aromatica molto utilizzata nella cucina romana ma estintasi già nel I secolo. Pare perciò possibile affermare che a un nucleo più antico, forse davvero risalente ad Apicio, nel tempo si sia sovrapposta una compilazione stratificata di ricette successive, fin quasi alle soglie del medioevo.

## Struttura dell'opera
L'opera è suddivisa in dieci libri con titoli greci:
- I. Epimeles, "L'esperto in cucina" (bevande, salse e condimenti);
- II. Sarcoptes, "Le carni tritate" (insaccati);
- III. Cepuros, "Gli ortaggi";
- IV. Pandecter, "Pandette" (insalate e zuppe);
- V. Ospreon, "Dei legumi";
- VI. Aeropetes, "I volatili" (uccelli selvatici e pollame)
- VII. Polyteles, "Vivande prelibate" (arrosti, funghi, tuberi, uova);
- VIII. Tetrapus, "I quadrupedi" (cacciagione e bestiame);
- IX. Thalassa, "Il mare" (pesce e frutti di mare);
- X. Halieus, "Il pescatore" (salse di pesce).

Nel libro Apicio descrive numerose ricette, rivolte soprattutto alle classi più ricche; alcune contengono ingredienti esotici in quel momento (ad esempio il fenicottero). Non sorprende il vasto utilizzo del garum.
Segue l'esempio di una ricetta:
(Apicio, De re coquinaria, 8.6.2–3.)

## Tradizione manoscritta

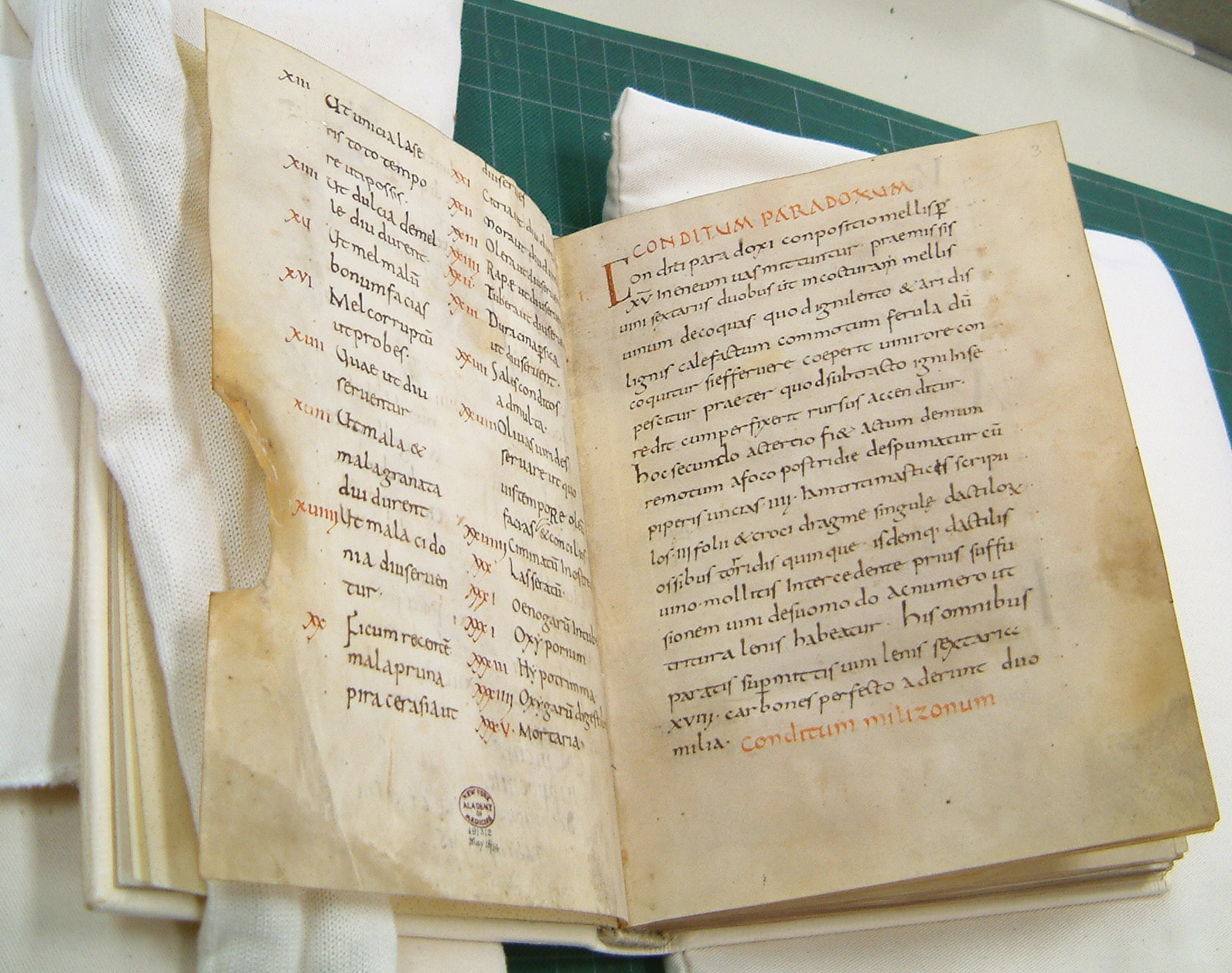
Manoscritto del 900 circa, scoperto nell'abbazia di Fulda e acquistato nel 1929 dall'Accademia di Medicina di New York.

In un manoscritto completamente diverso, vi è anche una epitome intitolata Apici excerpta a Vinidario, un riassunto del De re coquinaria scritto da Vinidario e risalente all'età carolingia.
Il Vinidario di questo libro potrebbe essere stato un goto, nel qual caso il suo nome gotico potrebbe essere stato Vinithaharji.

### Fonti primarie

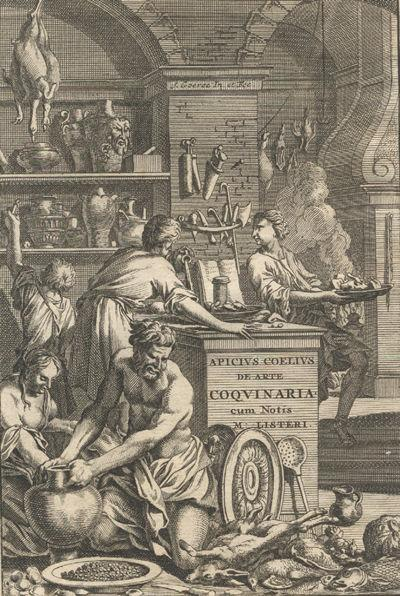
De opsoniis et condimentis, J. Waesbergios, Amsterdam, 1709. Frontespizio della seconda edizione della versione stampata privatamente, appartenuta a Martin Lister.

- (LA) Mary Ella Milham, Apicii decem libri qui dicuntur De re coquinaria, Lipsia, Teubner, 1969.
- (EN) The Roman Cookery Book: A Critical Translation of the Art of Cooking By Apicius for Use in the Study and the Kitchen, traduzione di Barbara Flower e Elisabeth Rosenbaum, Londra, Harrap, 1958.
- (EN) Apicius: A Critical Edition with an Introduction and an English Translation, traduzione di Christopher Grocock e Sally Grainger, Totnes, Prospect Books, 2006, ISBN 1-903018-13-7.
- (FR) L'art culinaire, traduzione di Jacques André, Parigi, Les Belles Lettres, 1974.
- (EN) Cookery and Dining in Imperial Rome, traduzione di Joseph Dommers Vehling, 1936.
- (EN) The Roman Cookery of Apicius, traduzione di John Edwards, Vancouver, Hartley & Marks, 1984.
- (DA) De re coquinaria: De romeinse kookkunst, traduzione di Nicole van der Auwera e Ad Meskens, Bruxelles, Archief- en Bibliotheekwezen, 2001.
- (IT) Clotilde Vesco (a cura di), La cucina dell'antica Roma, Roma, Newton Compton, 1994.

### Fonti secondarie
- (DE) Elisabeth Alföldi-Rosenbaum e J. Straub, Apicius de re coquinaria and the Vita Heliogabali, in Bonner Historia-Augusta-Colloquium, Bonn, 1972,  p. 5–18.
- (DE) Matthias Bode, Apicius – Anmerkungen zum römischen Kochbuch, St. Katharinen, Scripta Mercaturae Verlag, 1999.
- (EN) Carol Déry e Harlan Walker, The Art of Apicius, in Cooks and Other People: Proceedings of the Oxford Symposium on Food and Cookery, Totnes, Prospect Books, 1995,  p. 111–17.
- (EN) Sally Grainger, Cooking Apicius: Roman Recipes for Today, Totnes, Prospect Books, 2006.
- (EN) Sally Grainger, The Myth of Apicius, Gastronomica, 2007,  p. 71–77.
- (EN) H. Lindsay, Who was Apicius?, Symbolae Osloenses, 1997,  p. 144-154.
- (EN) H. Mayo, F. T. Coulson e A. Grotans, New York Academy of Medicine MS1 and the textual tradition of Apicius, in Classica et Beneventana: Essays Presented to Virginia Brown on the Occasion of her 65th Birthday, Turnhout, Brepols, 2008,  p. 111–135.